# 25-й отдельный инженерный батальон
25-й отдельный инженерный батальон (25оинжб)  — часть в РККА вооружённых сил СССР во время Великой Отечественной войны.

## История
Сформирован в составе Северо-Западного фронта (по данным Перечня № 27) 9 июля 1941 года на базе 194-го и 273-го отдельных сапёрных батальонов
В составе действующей армии с 9 июля 1941 по 8 апреля 1943 года и с 9 июля 1943 по 8 июня 1944 года.
Повторил боевой путь c начала войны 11-й армии, а с июня 1942 года 27-й армии.
1 июня 1944 года переформирован в 249-й отдельный инженерно-сапёрный батальон

## Полное наименование
- 25-й отдельный армейский инженерный Корсунский батальон

## Подчинение
| Подчинение по месяцам | Подчинение по месяцам | Подчинение по месяцам                     | Подчинение по месяцам | Подчинение по месяцам |
| Дата                  | Фронт (округ)         | Армия                                     | Корпус (группа)       | Примечания            |
| --------------------- | --------------------- | ----------------------------------------- | --------------------- | --------------------- |
| 10 июля 1941 года     | Северо-Западный фронт | -                                         | -                     | —                     |
| 1 августа 1941 года   | Северо-Западный фронт | -                                         | -                     | —                     |
| 1 сентября 1941 года  | Северо-Западный фронт | -                                         | -                     | -                     |
| 1 октября 1941 года   | Северо-Западный фронт | Новгородская армейская оперативная группа | -                     | —                     |
| 1 ноября 1941 года    | Северо-Западный фронт | Новгородская армейская оперативная группа | -                     | —                     |
| 1 декабря 1941 года   | Северо-Западный фронт | Новгородская армейская оперативная группа | -                     | —                     |
| 1 января 1942 года    | Северо-Западный фронт | 11-я армия                                | -                     | —                     |
| 1 февраля 1942 года   | Северо-Западный фронт | 11-я армия                                | -                     | —                     |
| 1 марта 1942 года     | Северо-Западный фронт | 11-я армия                                | -                     | —                     |
| 1 апреля 1942 года    | Северо-Западный фронт | 11-я армия                                | -                     | —                     |
| 1 мая 1942 года       | Северо-Западный фронт | 11-я армия                                | -                     | —                     |
| 1 июня 1942 года      | Северо-Западный фронт | 11-я армия                                | -                     | —                     |
| 1 июля 1942 года      | Северо-Западный фронт | 27-я армия                                | -                     | —                     |
| 1 августа 1942 года   | Северо-Западный фронт | 27-я армия                                | -                     | —                     |
| 1 сентября 1942 года  | Северо-Западный фронт | 27-я армия                                | -                     | —                     |
| 1 октября 1942 года   | Северо-Западный фронт | 27-я армия                                | -                     | —                     |
| 1 ноября 1942 года    | Северо-Западный фронт | 27-я армия                                | -                     | —                     |
| 1 декабря 1942 года   | Северо-Западный фронт | 27-я армия                                | -                     | —                     |
| 1 января 1943 года    | Северо-Западный фронт | 27-я армия                                | -                     | —                     |
| 1 февраля 1943 года   | Северо-Западный фронт | 27-я армия                                | -                     | —                     |
| 1 марта 1943 года     | Северо-Западный фронт | 27-я армия                                | -                     | —                     |
| 1 апреля 1943 года    | Северо-Западный фронт | 27-я армия                                | -                     | —                     |
| 1 мая 1943 года       | Резерв Ставки ВГК     | 27-я армия                                | -                     | —                     |
| 1 июня 1943 года      | Степной военный округ | 27-я армия                                | -                     | —                     |
| 1 июля 1943 года      | Степной военный округ | 27-я армия                                | -                     | —                     |
| 1 августа 1943 года   | Воронежский фронт     | 27-я армия                                | -                     | —                     |
| 1 сентября 1943 года  | Воронежский фронт     | 27-я армия                                | -                     | —                     |
| 1 октября 1943 года   | Воронежский фронт     | 27-я армия                                | -                     | —                     |
| 1 ноября 1943 года    | 1-й Украинский фронт  | 27-я армия                                | -                     | —                     |
| 1 декабря 1943 года   | 1-й Украинский фронт  | 27-я армия                                | -                     | —                     |
| 1 января 1944 года    | 1-й Украинский фронт  | 27-я армия                                | -                     | —                     |
| 1 февраля 1944 года   | 1-й Украинский фронт  | 27-я армия                                | -                     | —                     |
| 1 марта 1944 года     | 1-й Украинский фронт  | 27-я армия                                | -                     | —                     |
| 1 апреля 1944 года    | 2-й Украинский фронт  | 27-я армия                                | -                     | —                     |
| 1 мая 1944 года       | 2-й Украинский фронт  | 27-я армия                                | -                     | —                     |

## Командиры
- майор Могилевцев Иван Иванович

## Награды и наименования
| Награда      | Дата            | За что получена                                                                                                 |
| ------------ | --------------- | --- |
| «Корсунский» | 18 февраля 1944 | за отличие в боях по завершению уничтожения окружённой группировки противника в районе г. Корсунь-Шевченковский |

## Другие инженерно-сапёрные подразделения с тем же номером
- 25-й отдельный запасной сапёрный батальон
- 25-й отдельный сапёрный батальон 73-й стрелковой дивизии 1-го формирования
- 25-й отдельный сапёрный батальон 73-й стрелковой дивизии 1-го формирования
- 25-й отдельный сапёрный батальон 73-й стрелковой дивизии 3-го формирования (он же 196-й отдельный сапёрный батальон)
- 25-й гвардейский отдельный сапёрный батальон
- 25-й гвардейский отдельный инженерно-сапёрный батальон
- 25-й отдельный инженерно-сапёрный батальон
- 25-й отдельный штурмовой инженерно-сапёрный батальон
- 25-й отдельный горный минноинженерный батальон
- 25-й отдельный батальон разграждений
- 25-й отдельный понтонно-мостовой батальон
- 25-й отдельный моторизованный понтонно-мостовой батальон 25-й танковой дивизии